# Měcholupy (okres Louny)
Měcholupy (německy Michelob) jsou městys v okrese Louny v Ústeckém kraji. Žije zde 991 obyvatel.

## Historie
Historie osídlení Měcholup sahá až do doby kamenné. První písemná zmínka o obci pochází z roku 1295.
V roce 1924 zde podle Stručného popisu politického okresu Žateckého žilo 1026 obyvatel, z toho 177 Čechů (17 %). Materiál dále zmiňuje přítomnost ústřední kanceláře Dreherova panství, jemuž patřil místní pivovar a zámek, v němž byla umístěna čtyřtřídní česká obecná škola. Obec byla jako mnoho dalších také stižena povodní v roce 1872, při níž zahynulo 5 místních obyvatel.
Od 15. února 2017 byl Měcholupům navrácen status městyse.

## Přírodní poměry
Vesnicí protéká řeka Blšanka. Jihozápadně od centra vesnice se nad jejím pravým břehem nachází návrší Jankův a Mlýnský vrch. Spolu s Chlumem u Holedče jsou to jediná místa v přírodním parku Džbán, kde se vyskytují třetihorní sopečné horniny zastoupené nefelinickými a nefelinicko-analcimickými bazanity.

## Obyvatelstvo
Při sčítání lidu v roce 1921 zde žilo 1026 obyvatel (z toho 482 mužů), z nichž bylo 177 Čechoslováků, 817 Němců a 32 cizinců. Výrazně převažovala římskokatolická většina, ale 21 lidí se hlásilo k evangelickým církvím, deset k církvi československé, osmnáct bylo židů a 21 lidí bez vyznání. Podle sčítání lidu z roku 1930 mělo městečko 1061 obyvatel: 296 Čechoslováků, 749 Němců a šestnáct cizinců. Stále výrazně převažovala římskokatolická většina, ale žilo zde také šestnáct evangelíků, šest příslušníků církve československé, třináct židů a 41 lidí bez vyznání.
| Obec Měcholupy                                          | Obec Měcholupy | Obec Měcholupy | Obec Měcholupy | Obec Měcholupy | Obec Měcholupy | Obec Měcholupy | Obec Měcholupy | Obec Měcholupy | Obec Měcholupy | Obec Měcholupy | Obec Měcholupy | Obec Měcholupy | Obec Měcholupy | Obec Měcholupy |
|                                                         | 1869           | 1880           | 1890           | 1900           | 1910           | 1921           | 1930           | 1950           | 1961           | 1970           | 1980           | 1991           | 2001           | 2011           |
| ------------------------------------------------------- | -------------- | -------------- | -------------- | -------------- | -------------- | -------------- | -------------- | -------------- | -------------- | -------------- | -------------- | -------------- | -------------- | -------------- |
| Obyvatelé                                               | 2 216          | 2 406          | 2 412          | 2 600          | 2 627          | 2 404          | 2 509          | 1 243          | 1 283          | 1 178          | 1 141          | 945            | 1 045          | 918            |
| Místní část Měcholupy                                   |                |                |                |                |                |                |                |                |                |                |                |                |                |                |
| Obyvatelé                                               | 966            | 1 029          | 1 066          | 1 164          | 1 172          | 1 026          | 1 061          | 585            | 526            | 492            | 541            | 481            | 504            | 469            |
| Domy                                                    | 84             | 92             | 93             | 114            | 127            | 130            | 149            | 157            | 135            | 121            | 124            | 134            | 145            | 151            |
| Data z roku 1961 zahrnují i domy místní části Milošice. |                |                |                |                |                |                |                |                |                |                |                |                |                |                |

## Židovská komunita
Počátek židovského osídlení Měcholup se datuje ke konci 16. století a následně kontinuálně pokračuje až do druhé světové války. Svého vrcholu dosáhlo v polovině 19. století, kdy v obci žilo 121 židů. Židovské domy byly rozptýleny v křesťanské zástavbě, většina z nich se nacházela při hlavní silnici vedoucí z náměstí na Železnou a většina se v různých přestavbách dochovala do dnes. V obci postupně stávaly dvě synagogy, které se rovněž dochovaly. Stará synagoga neznámého stáří je dnes využívána jako stodola a nová synagoga z poloviny 19. století se dochovala v přestavbě jako rodinný dům s výrazným profilovým štítem. V obci je možné naleznout i židovský hřbitov z roku 1857, který byl zdevastován během války. Dochovalo se na třicet náhrobků a hřbitov je neudržovaný a opuštěný.

## Pamětihodnosti
- Měcholupský zámek nechal ze starší tvrze přestavět Karel z Paaru na konci sedmnáctého století. Dochovaná podoba pochází z přestavby na konci devatenáctého století, kdy byla zbourána věž a přistavěno druhé patro.[11]
- Kostel svatého Vavřince, po roce 1980 zbořen
- Boží muka – při cestě ke Lhotě
- Fara, postavená v roce 1771 podle projektu žateckého architekta Johanna Paula Loschyho,[12] byla zbořena v říjnu 1987.[13]
- Sladovna – dům čp. 17 stojící naproti zámku[14]

## Části obce
- Měcholupy
- Milošice
- Velká Černoc
- Želeč

## Galerie

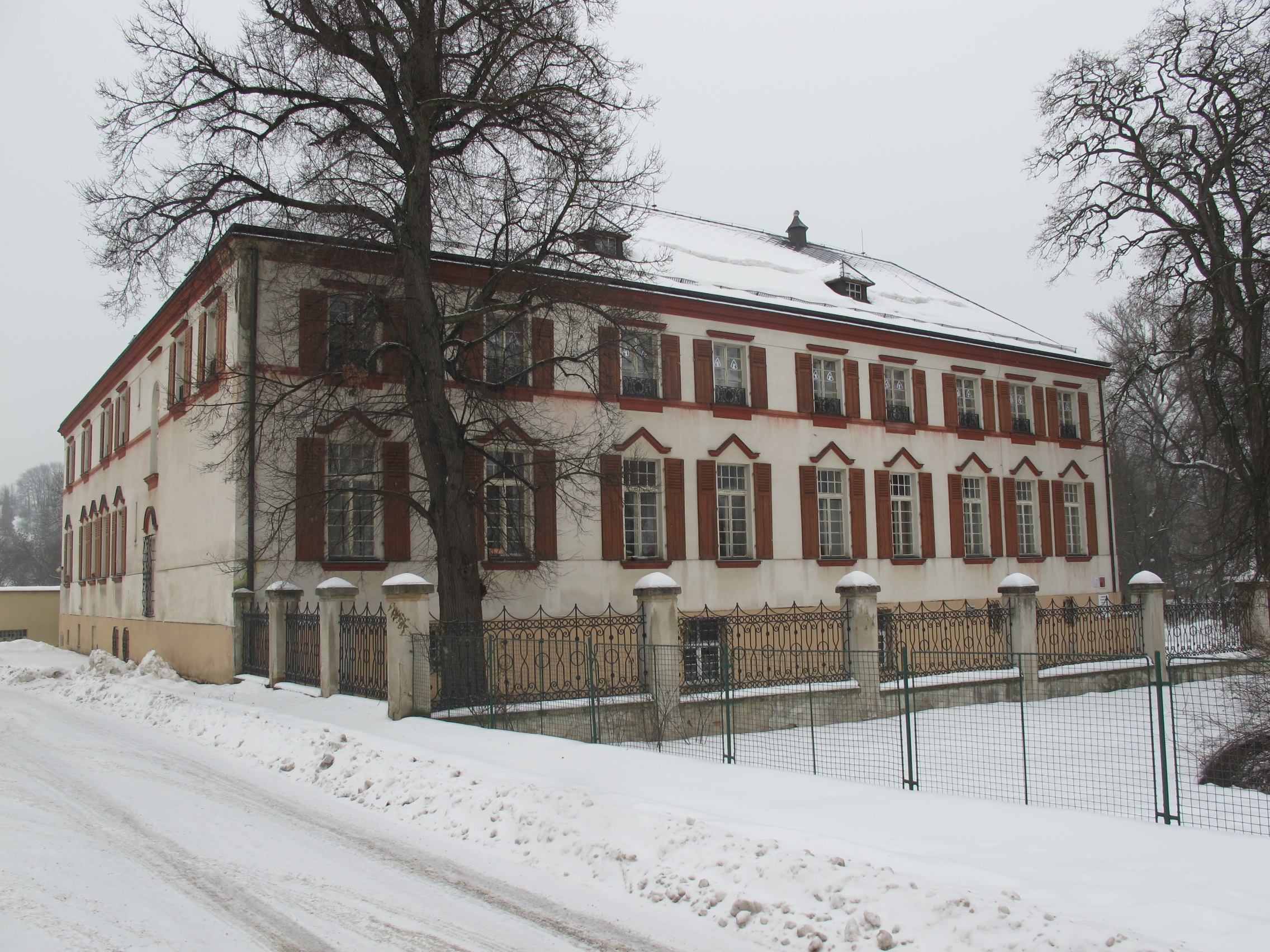
Zámek, dnes škola
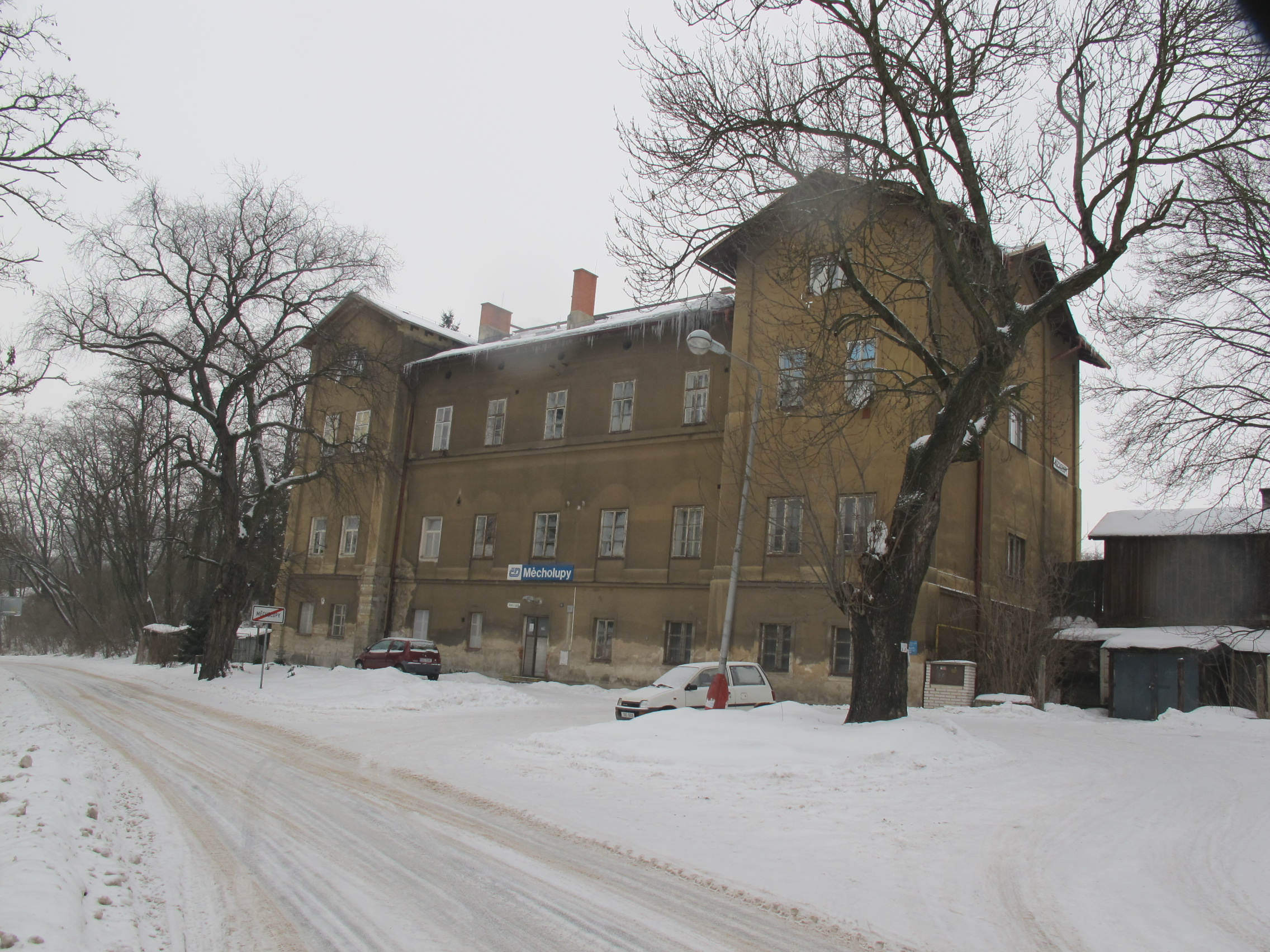
Nádraží